# Aleksander Šeliga
Aleksander Šeliga, slovenski nogometaš, * 1. februar 1980, Celje.

## Dosežki

#### NK Celje
- Slovenski nogometni pokal: 2004-05

#### NK Olimpija Ljubljana
- Prva SNL: 2015-16